# جوره (گیاه‌شناسی)
رقم، واریته یا جوره (به انگلیسی: Variety) نام یک رتبه در رتبه آرایه‌شناختی می‌باشد که پس از گونه قرار می‌گیرد. گونه‌ها از واریته‌ها تشکیل می‌شوند.
اصطلاح زیرگونه توسط بعضی از مؤلفین به همان معنی جوره یا واریته به کار می‌رود. اما برخی دیگر زیرگونه را به عنوان گروهی با رتبه‌ای عالی‌تر از واریته اما پایین‌تر از گونه به کار می‌برند.